# 台中市公車351路
台中市公車351路目前行駛自統聯轉運站到工業區28與42路口 。該線本來依據民眾預約派車，原先為全國第一條DRTS（需求反應式）藍光1號（Bright-1）智慧型公車，亦是BRT藍線的首條接駁公車路線。BRT藍線通車後本路線新增非預約班次後不再完全是需求反應式路線。BRT藍線廢除後，原預約班次更改為固定發車的非預約班次，改為一般公車路線。

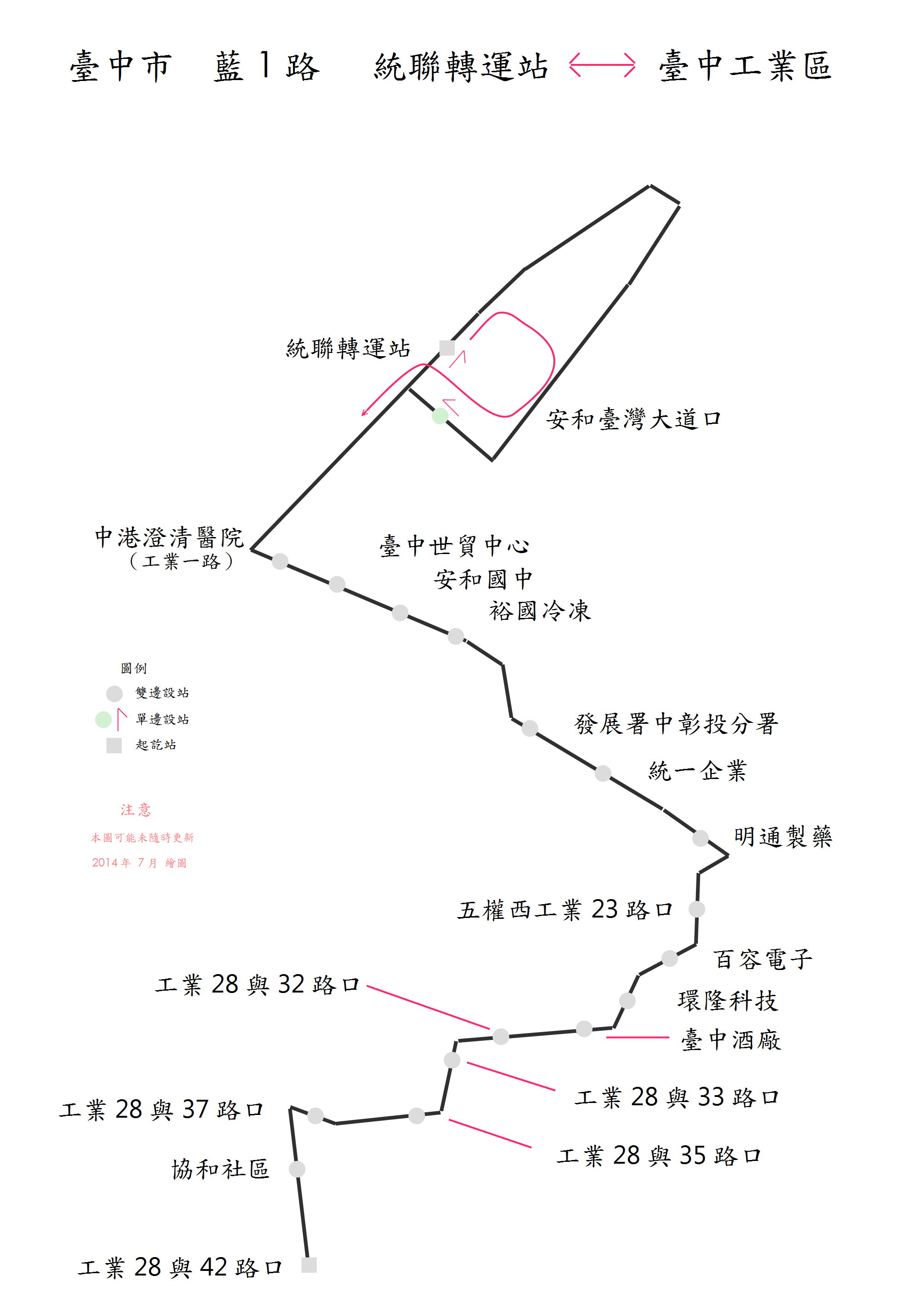
臺中市市區公車藍1路路線圖
（適用至2014年11月30日）

## 歷史
- 2012年8月1日：統聯客運藍1路通車營運。
- 2012年11月12日：藍1路分A、B兩動線行駛。
- 2014年7月28日：藍線BRT通車後，本路線保留路徑A作調整。[4]
- 2014年12月1日：增停「中港新城」站。
- 2015年1月15日：「工業28與35路口」站更名為「匠澤公司」，另增停「聯強國際」、「台灣薄膜」等站。
- 2015年7月8日：變更路線編碼為「351路」，其營運業者、發車時刻及行駛路線不變，而「中港澄清醫院（工業一路）」改單邊設站，往工業28與42路口方向，並增停「中港澄清醫院」（單邊設站，往統聯轉運站方向）。
- 2017年1月16日：「工業28與42路口」雙向站位往東遷移約100公尺。[5]
- 2024年4月1日：調整發車時刻。[6]

## 路線基本資料
全程行車里數約6～7公里，全程行車時間：約20～30分。
本路線沿臺灣大道四段、工業區一路、工業區二十一路、五權西路三段、工業區二十八路行駛。

### 時刻表
- 時刻表僅供參考，時刻表更新日期為2025年3月7日。

| 台中市公車351路平/假日時刻列表 | 台中市公車351路平/假日時刻列表 | 台中市公車351路平/假日時刻列表 | 台中市公車351路平/假日時刻列表 |
| ------------------------------ | ------------------------------ | ------------------------------ | ------------------------------ |
| 統聯轉運站（站內）開時刻       | 統聯轉運站（站內）開備註       | 工業區28與42路口開時刻         | 工業區28與42路口開備註         |
| 06:20                          | -                              | 06:50                          | -                              |
| 07:20                          | -                              | 08:00                          | -                              |
| 08:35                          | -                              | 09:20                          | -                              |
| 10:00                          | -                              | 10:30                          | -                              |
| 11:10                          | -                              | 11:40                          | -                              |
| 12:50                          | -                              | 13:20                          | -                              |
| 13:50                          | -                              | 14:20                          | -                              |
| 15:00                          | -                              | 15:30                          | -                              |
| 16:00                          | -                              | 16:30                          | -                              |
| 17:10                          | -                              | 17:50                          | -                              |

### 收費
依里程計費；刷電子票證10公里免費

### 停站
參見右側站牌路線圖。